# ویلیام کورتنی
ویلیام کورتنی (انگلیسی: William Courtenay؛ ‏ ۱۹ ژوئن ۱۸۷۵ – ۲۰ آوریل ۱۹۳۳) بازیگر اهل ایالات متحده آمریکا بود.
از فیلم‌هایی که وی در آن‌ها نقش داشته است، می‌توان به نمایش نمایش‌ها و دوشیزه جری اشاره نمود.